# Podluhy
Podluhy är en ort i Tjeckien.   Den ligger i regionen Mellersta Böhmen, i den centrala delen av landet, 50 km sydväst om huvudstaden Prag. Podluhy ligger 400 meter över havet och antalet invånare är 610.
Terrängen runt Podluhy är varierad. Runt Podluhy är det ganska tätbefolkat, med 52 invånare per kvadratkilometer. Närmaste större samhälle är Příbram, 15,6 km söder om Podluhy. I omgivningarna runt Podluhy växer i huvudsak blandskog.